# Selma Baccar
Selma Baccar o Salma Baccar (àrab: سلمى بكار, Salmà Bakkār) (Tunis, 15 de desembre de 1945) és una cineasta, productora i política tunisenca. És considerada la primera dona a fer un llargmetratge a Tunísia. Selma Baccar és coneguda per la creació de manifests a través de les seves pel·lícules, centrades en els drets de la dona a Tunísia.

## Primers anys
La seva família es va traslladar a Hammam-Lif quan només tenia set anys. Baccar va ser educada com a musulmana pels seus pares i ha fet el pelegrinatge a la Meca amb la seva família dues vegades; tanmateix, Baccar s'identifica com a agnòstica. Va començar a estudiar psicologia entre 1966 i 1968 a Lausana, Suïssa. Es va mudar després de dos anys per estudiar cinema a París a l'Institut Français de Cinéma. Després es va convertir en membre de la Federació Tunisiana de Cineastes Aficionats, on va treballar com a subdirectora per a una sèrie de televisió tunisiana.

## Carrera
Als 21 anys, Selma Baccar va començar a fer curtmetratges el 1966 amb altres dones al club de cinema amateur de Hammam-Lif. Les seves pel·lícules envolten temes i drets de les dones a Tunísia. El seu primer curtmetratge, realitzat el 1966, va ser una pel·lícula en blanc i negre anomenada L'Eveil, que tractava l'alliberament de les dones a Tunísia. L'Eveil ha rebut reconeixements. Baccar va dirigir el seu primer llargmetratge el 1975, titulat Fatma 75, considerada una "pel·lícula pionera" a Tunísia. Aquest va ser el primer llargmetratge llargmetratge dirigit per una dona. Fatma 75, "una pel·lícula d'assaig feminista sobre els papers de les dones a Tunísia." La pel·lícula utilitza un estil didàctic que aborda el feminisme a Tunísia. La pel·lícula va estar prohibida durant alguns anys, per qüestions de censura en diverses escenes, pel Ministeri d'informació de Tunísia, i no es va poder veure a les sales de cinema comercials. El seu segon llargmetratge, Habiba M’sika (1994), era un biopic de la famosa cantant i dansaire tunisiana Marguerite Habiba Msika. Flowers of Oblivion conta la història de Zakia, addicta a l'opi en un hospital psiquiàtric a Tunísia sota el govern de Vichy durant els anys quaranta. Selma Baccar posseeix la seva pròpia empresa productora sota Intermedia Productions juntament amb altres destacades directores femenines, per fer pel·lícules i publicitat. Baccar també ha produït diversos curtmetratges.
L'activisme de Selma Baccar pels drets de les dones tunisianes la va portar a una activa carrera política; on es va convertir en membre del partit polític Al Massar. L'octubre de 2011 Selma Baccar fou elegida membre de l'Assemblea Nacional Constituent de Tunísia En 2014 Selma Baccar es va convertir en la presidenta del grup parlamentari de Demòcrates a Tunísia. Baccar era vicepresident del grup demòcrata, i es va convertir en "la primera i única dona a presidir un bloc parlamentari".

## Filmografia

### Pel·lícules
- 1976: Fatma 75
- 1994: Habiba M’sika/La Danse du feu/The Dance of Fire
- 2006: Knochkhach/La Fleur de l'oubli/The Flower of Oblivion
- 2017: El Jaida[9]

Altres pel·lícules
- 1966: L'Eveil (director) (curt)
- 1985: De la toison au fil d'or/The Golden Fleece (director) (curt)
- 1989: El niño de la luna (Productora), candidata al Goya a la millor direcció de producció
- 2010: Baydha (Tabou) (Productora)
- 2016: Peluche (Productora)

### Sèries de televisió
- 1996: Le Secret des métiers
- 1997 : Femmes dans notre mémoire
- 2002 : Farhat Lamor (Joie d'une vie)
- 2005 : Chara Al Hobb
- 2006 : Nwassi w Ateb
- 2006 : Assrar âailya
- 2007 : Chaâbane fi Ramadhane
- 2007 : Kamanjet Sallema
- 2007 : Layali el bidh

## Premis
- El 1968, L'Eveil, va rebre un premi als festivals de cinema de Kelibia i Sfax.[3]
- El 1979, Fatma 75, va guanyar la medalla d'or al Festival de Cinema de Mannheim.[3]
- En 2018 El Jaida va obtenir el Gran Premi del Festival de Carros.[10][11]

## Honors
- 2014: Cavaller de l'Orde Nacional del Mèrit de Tunísia
- 2015: Oficial de l'Orde de la República de Tunísia